# روني مارتن
روني مارتن هو لاعب هوكي الجليد كندي، ولد في 22 أغسطس 1907، وتوفي في 7 فبراير 1971.

## وصلات خارجية
- روني مارتن على موقع دوري الهوكي الوطني (الإنجليزية)
- روني مارتن على موقع EliteProspects.com (الإنجليزية)
- روني مارتن على موقع HockeyDB.com (الإنجليزية)
- روني مارتن على موقع Hockey-Reference.com (الإنجليزية)